# Chiesa di San Giuseppe (Orbetello)
La chiesa di San Giuseppe è un edificio sacro situato a Orbetello.

## Descrizione
L'originaria struttura cinquecentesca è stata molto rimaneggiata nel corso dei secoli. Nell'interno ad aula unica spicca l'elaborato altare maggiore settecentesco, in gesso e stucco, che nel remenate presenta la pittura murale coeva con "Angeli in adorazione dell'ostensorio", mentre nella parte centrale, in seguito alla perdita dell'arredo originario, è stato modernamente inserito un mosaico con la "Morte di San Giuseppe".
Interessante è la poderosa statua lignea settecentesca dell'"Immacolata Concezione", opera molto ridipinta, appartenente ad una manifattura probabilmente napoletana di timbro popolaresco.